# Franz Beidler
Franz Philipp Beidler (* 29. März 1872 in Kaiserstuhl, Kanton Aargau; † 15. Januar 1930 in München) war ein Schweizer Dirigent und Ehemann von Isolde Wagner, einer Tochter Richard Wagners.

## Leben
Franz Beidler besuchte das Gymnasium in St. Gallen, die Musikschule in Weimar und das Konservatorium in Leipzig. Ab 1894 war er in der zum Bayreuther Festspielbetrieb gehörenden Stilbildungsschule unter Julius Kniese (1848–1905) in Bayreuth tätig. Danach wurde er, 24-jährig, ab 1896 musikalischer Assistent der Bayreuther Festspiele. Von 1902 bis 1905 war er Kaiserlicher Musikdirektor in Moskau, 1905 wurde er Nachfolger von Julius Kniese als Leiter der Stilbildungsschule.
Am 12. Dezember 1900 heiratete er Isolde Wagner (1865–1919; geb. Isolde Ludowika Freiin von Bülow), die älteste Tochter des Komponisten Richard Wagner (1813–1883). Aus der Ehe ging als einziger Sohn Franz Wilhelm Beidler (1901–1981) hervor, „Richard Wagners erster Enkel“. Nach 1906 kam es zum Zerwürfnis mit der Familie Wagner, das 1913 in eine aufsehenerregende Klage von Beidlers Frau gegen ihre Mutter Cosima Wagner um ihre Rechte als ältestes Kind des Komponisten mündete (Beidler-Prozess). Cosima Wagner war zur Zeit der Geburt von Isolde noch mit dem Dirigenten Hans von Bülow verheiratet gewesen, weshalb das Gericht 1914 das Verwandtschaftsverhältnis nicht anerkannte.
Die Sängerin Eva Busch war Franz Beidlers außereheliche Tochter mit der Sängerin Emmy Zimmermann. Außerdem hatte er zwei Kinder mit seiner Hausangestellten Walpurga Rass, die er am 17. Februar 1922 ehelichte. Mit seinem Sohn Franz Wilhelm überwarf er sich deshalb. In seinen späteren Lebensjahren war Franz Beidler als Kaufmann tätig.

## Bayreuther Festspiele
Von 1896 bis 1906, dem Jahr der Entzweiung mit dem Haus Wahnfried und der Familie, wirkte Franz Beidler mit Unterbrechungen bei den Festspielen mit:
- 1896, 1897, 1901, 1902 als musikalischer Assistent
- 1904 als Dirigent des Rings des Nibelungen (eine von zwei Aufführungen, die andere dirigierte Hans Richter)[3]
- 1906 als Dirigent des Parsifal (abwechselnd mit Michael Balling und Karl Muck)

Die als strenge Prinzipalin in Bayreuth wirkende Witwe Richard Wagners, Cosima Wagner, sah zunächst in ihrem Schwiegersohn Franz Beidler einen künftigen Festspieldirigenten. Im November 1900, kurz vor der Hochzeit mit ihrer Tochter, bat sie Gustav Mahler, ihn als Assistenten oder Volontär Dirigenten aufzunehmen. Bei ihren Festspielen übertrug sie Beidler später eine Aufführung des Rings im Jahre 1904 und nach seiner Rückkehr aus Moskau zwei Parsifal-Aufführungen des Jahres 1906. Während letzterer Festspiele entstand ein künstlerischer Konflikt. Cosima Wagner beschrieb später, dass Franz Beidler eine plötzliche Erkrankung des Dirigenten Karl Muck ausnutzen wollte, um für sich weitere Aufführungen zu „erpressen“ (zitiert von Egon Voss). Im Verlauf der Festspiele verstärkten sich ihre Zweifel an Beidlers Vermögen, so dass sie ihm in einem Brief vom 11. August 1906 bescheinigte: Du hast die Anlage zu einem tüchtigen Dirigenten. Technisch fehlt Dir noch Vieles, weshalb ich wünschte, daß Du Richters Proben beiwohntest, von dem viel in dieser Hinsicht zu lernen ist und daß Du Dich um einen Posten bewürbest, um durch angestrengte Tätigkeit zu erwerben, was Dir abgeht. Du hast Präzision, Festigkeit und Gewalt. Es mangelt Dir an Zartgefühl, an Innigkeit und Entrücktheit.